# 1950년 일본 시리즈
1950년 일본 시리즈(일본어: 1950年の日本シリーズ)는 1950년 11월 22일부터 11월 28일까지 열린 일본 프로 야구의 일본 시리즈 경기이다.
대회 개최 당시 제1회 프로 야구 일본 선수권 경기·일본 월드 시리즈(第1回プロ野球日本選手権試合・日本ワールドシリーズ)라는 이름으로 개최, 기존의 단일 리그에서 양대 리그로 분열한 이 해에 도입이 되면서 당시에는 월드 시리즈를 참고로 하며 7전 4승제의 경기 원칙으로 개최됐다. 그 해에는 프랜차이즈(이른바 홈 타운)가 아직 제도화 되지 않았기 때문에 시리즈는 1경기마다 장소를 변경해 가면서 실시했는데 1952년부터 프랜차이즈 제도가 시행됐다. 총 6차례의 접전을 펼친 끝에 퍼시픽 리그 우승 팀인 마이니치 오리온스가 센트럴 리그 우승팀 쇼치쿠 로빈스를 누르고 4승 2패의 성적을 기록하며 일본 시리즈 초대 우승 팀이 됐고, 일본 시리즈 초대 MVP에는 벳토 가오루가 선정됐다.

## 감독
| 소속 리그   | 소속              | 감독          |
| ----------- | ----------------- | ------------- |
| 센트럴 리그 | 쇼치쿠 로빈스     | 고니시 도쿠로 |
| 퍼시픽 리그 | 마이니치 오리온스 | 유아사 요시오 |

## 경기 일정
- 1차전 : 11월 22일
- 2차전 : 11월 23일
- 3차전 : 11월 25일
- 4차전 : 11월 26일
- 5차전 : 11월 27일
- 6차전 : 11월 28일

## 경기 기록
| 일시                             | 경기   | 원정팀(선공)      | 스코어 | 홈팀(후공)        | 개최 구장            | 개시 시각 | 경기 시간  | 관중수   |
| -------------------------------- | ------ | ----------------- | ------ | ----------------- | -------------------- | --------- | ---------- | -------- |
| 11월 22일(수)                    | 1차전  | 마이니치 오리온스 | 3 - 2  | 쇼치쿠 로빈스     | 메이지 진구 야구장   | 13시 16분 | 2시간 34분 | 23,018명 |
| 11월 23일(목)                    | 2차전  | 쇼치쿠 로빈스     | 1 - 5  | 마이니치 오리온스 | 고라쿠엔 구장        | 13시 1분  | 1시간 38분 | 35,541명 |
| 11월 24일(금)                    | 이동일 | 이동일            | 이동일 | 이동일            | 이동일               | 이동일    | 이동일     | 이동일   |
| 11월 25일(토)                    | 3차전  | 마이니치 오리온스 | 6 - 7  | 쇼치쿠 로빈스     | 한신 고시엔 구장     | 13시 30분 | 1시간 54분 | 19,399명 |
| 11월 26일(일)                    | 4차전  | 쇼치쿠 로빈스     | 5 - 3  | 마이니치 오리온스 | 한큐 니시노미야 구장 | 13시 31분 | 1시간 42분 | 35,518명 |
| 11월 27일(월)                    | 5차전  | 마이니치 오리온스 | 3 - 2  | 쇼치쿠 로빈스     | 주니치 구장          | 12시 59분 | 1시간 49분 | 12,630명 |
| 11월 28일(화)                    | 6차전  | 쇼치쿠 로빈스     | 7 - 8  | 마이니치 오리온스 | 오사카 구장          | 13시 29분 | 2시간 40분 | 22,035명 |
| 우승: 마이니치 오리온스(첫 우승) |        |                   |        |                   |                      |           |            |          |

## 일본 시리즈 경기 결과

### 1차전
- 11월 22일 - 메이지 진구 야구장(연장 12회)

| 팀                                                              | 1 | 2 | 3 | 4 | 5 | 6 | 7 | 8 | 9 | 10 | 11 | 12 | R | H | E |
| 마이니치                                                        | 0 | 1 | 0 | 0 | 0 | 0 | 0 | 0 | 0 | 0  | 0  | 2  | 3 | 9 | 1 |
| 쇼치쿠                                                          | 0 | 0 | 0 | 0 | 0 | 0 | 0 | 1 | 0 | 0  | 0  | 1  | 2 | 7 | 2 |
| 승리 투수: 와카바야시 다다시(1-0) 패전 투수: 오시마 노부오(0-1) |   |   |   |   |   |   |   |   |   |    |    |    |   |   |   |

### 2차전
- 11월 23일 - 고라쿠엔 구장

| 팀                                                                                            | 1 | 2 | 3 | 4 | 5 | 6 | 7 | 8 | 9 | R | H  | E |
| 쇼치쿠                                                                                        | 0 | 0 | 0 | 0 | 0 | 0 | 0 | 1 | 0 | 1 | 7  | 0 |
| 마이니치                                                                                      | 2 | 0 | 2 | 0 | 1 | 0 | 0 | 0 | X | 5 | 13 | 1 |
| 승리 투수: 노무라 다케시(1-0) 패전 투수: 에다 다카시(0-1) 홈런: 마이니치 – 고 쇼세이(1회 1점) |   |   |   |   |   |   |   |   |   |   |    |   |

### 3차전
- 11월 25일 - 한신 고시엔 구장

| 팀 | 1 | 2 | 3 | 4 | 5 | 6 | 7 | 8 | 9  | R | H | E |
| 마이니치 | 1 | 0 | 0 | 1 | 0 | 0 | 4 | 0 | 0  | 6 | 8 | 2 |
| 쇼치쿠 | 0 | 0 | 0 | 4 | 0 | 0 | 0 | 0 | 3X | 7 | 7 | 2 |
| 승리 투수: 사나다 주조(1-0) 패전 투수: 아라마키 아쓰시(0-1) 홈런: 마이니치 – 혼도 야스지(4회 1점), 아라마키 아쓰시(7회 2점) |   |   |   |   |   |   |   |   |    |   |   |   |

### 4차전
- 11월 26일 - 한큐 니시노미야 구장

| 팀 | 1 | 2 | 3 | 4 | 5 | 6 | 7 | 8 | 9 | R | H | E |
| 쇼치쿠 | 1 | 0 | 0 | 3 | 0 | 1 | 0 | 0 | 0 | 5 | 7 | 0 |
| 마이니치                                                                                                  | 1 | 0 | 0 | 0 | 0 | 0 | 0 | 0 | 2 | 3 | 8 | 2 |
| 승리 투수: 오시마 노부오(1-1) 패전 투수: 와카바야시 다다시(1-1) 홈런: 쇼치쿠 – 이와모토 요시유키(4회 2점) |   |   |   |   |   |   |   |   |   |   |   |   |

### 5차전
- 11월 27일 - 주니치 구장

| 팀                                                        | 1 | 2 | 3 | 4 | 5 | 6 | 7 | 8 | 9 | R | H | E |
| 마이니치                                                  | 1 | 0 | 0 | 0 | 0 | 0 | 1 | 0 | 1 | 3 | 6 | 1 |
| 쇼치쿠                                                    | 1 | 0 | 0 | 1 | 0 | 0 | 0 | 0 | 0 | 2 | 5 | 1 |
| 승리 투수: 노무라 다케시(2-0) 패전 투수: 사나다 주조(1-1) |   |   |   |   |   |   |   |   |   |   |   |   |

### 6차전
- 11월 28일 - 오사카 구장(연장 11회)

| 팀 | 1 | 2 | 3 | 4 | 5 | 6 | 7 | 8 | 9 | 10 | 11 | R | H  | E |
| 쇼치쿠 | 0 | 1 | 2 | 0 | 2 | 1 | 0 | 1 | 0 | 0  | 0  | 7 | 15 | 6 |
| 마이니치 | 0 | 0 | 6 | 1 | 0 | 0 | 0 | 0 | 0 | 0  | 1X | 8 | 9  | 0 |
| 승리 투수: 노무라 다케시(3-0) 패전 투수: 오시마 노부오(1-2) 홈런: 쇼치쿠 – 이와모토 요시유키(2회 1점, 3회 2점) |   |   |   |   |   |   |   |   |   |    |    |   |    |   |

## 수상 선수
- MVP : 벳토 가오루(마이니치)

## 중계
당시에 민간방송 없었기 때문에, NHK 라디오 제2방송에서 모든 경기를 방송하였다.